# Stadtmauer der Colonia Ulpia Traiana

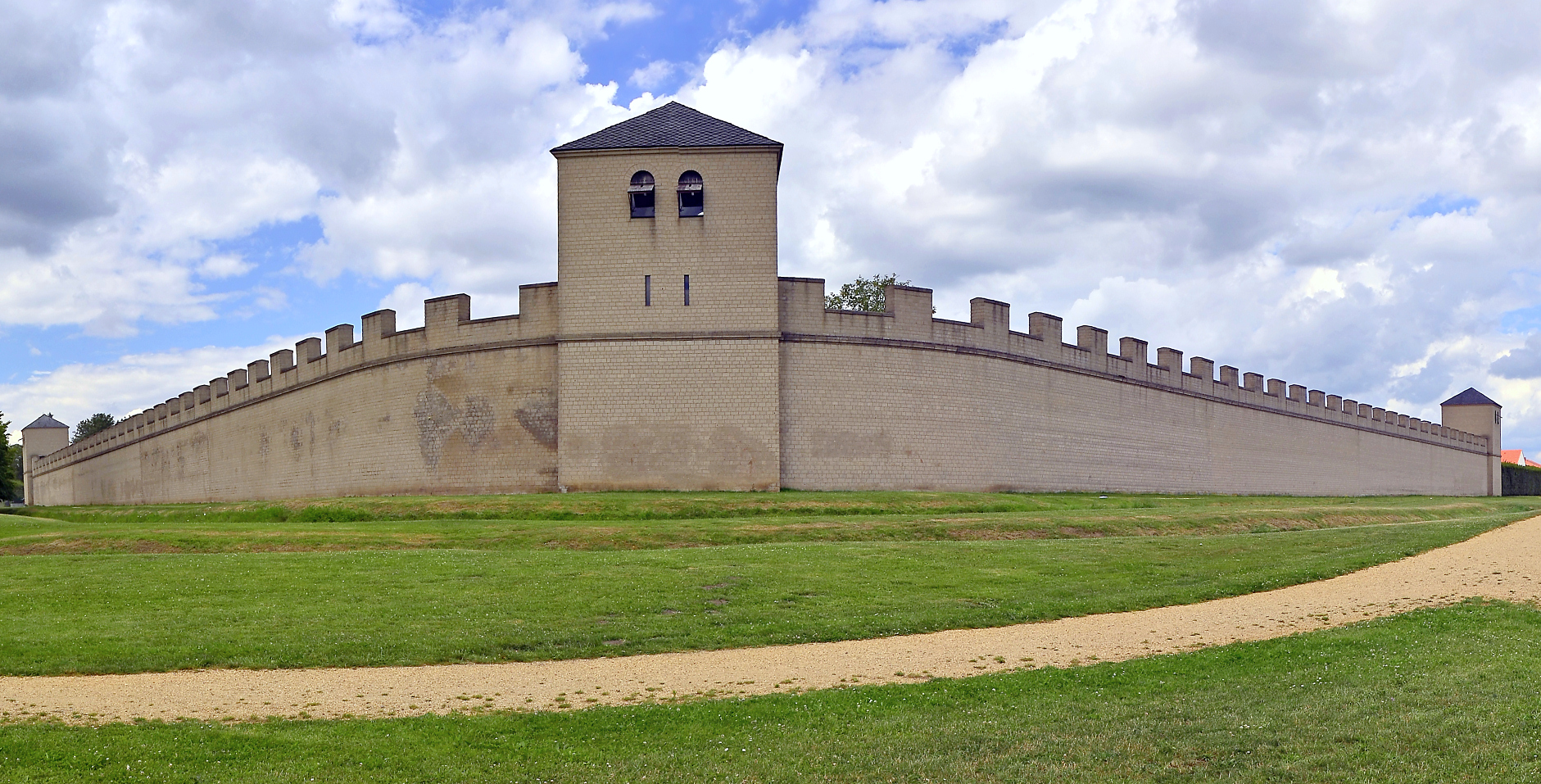
Die rekonstruierte Stadtmauer von außen

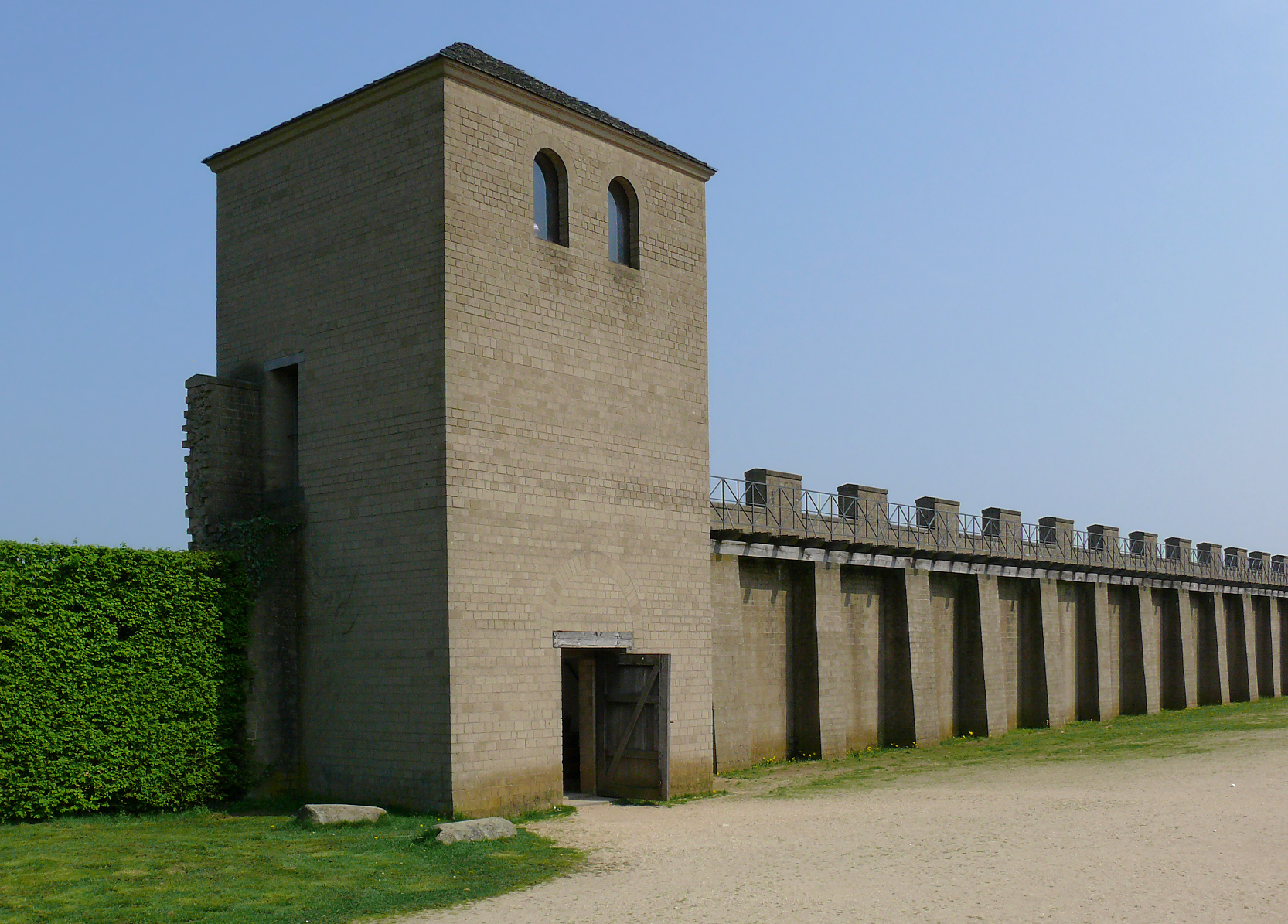
Die Mauer mit einem Mauerturm von innen

Die Stadtmauer der Colonia Ulpia Traiana umfasste die römische Stadt Colonia Ulpia Traiana, die sich auf dem Gebiet des heutigen Xanten in Nordrhein-Westfalen befand. Die Stadtmaueranlage entstand etwa ab dem Jahr 105 n. Chr. Sie diente weniger Verteidigungszwecken, sondern war vielmehr ein Symbol römischer Macht und Kultur an der römischen Provinzgrenze zum „Freien Germanien“.

## Beschreibung
Die Colonia lag auf dem Westufer des Rheins innerhalb der römischen Provinz Niedergermanien. Der Fluss bildete die Grenze zum „Freien Germanien“. Die Stadtmauer führte in einer nahezu rechtwinkligen Form um die Stadt und hatte eine Länge von 3,4 Kilometern. Sie umschloss die 73 Hektar große Ansiedlung, in der etwa 10.000 Menschen lebten. Die Mauer besaß 22 Mauertürme und drei repräsentative Toranlagen.

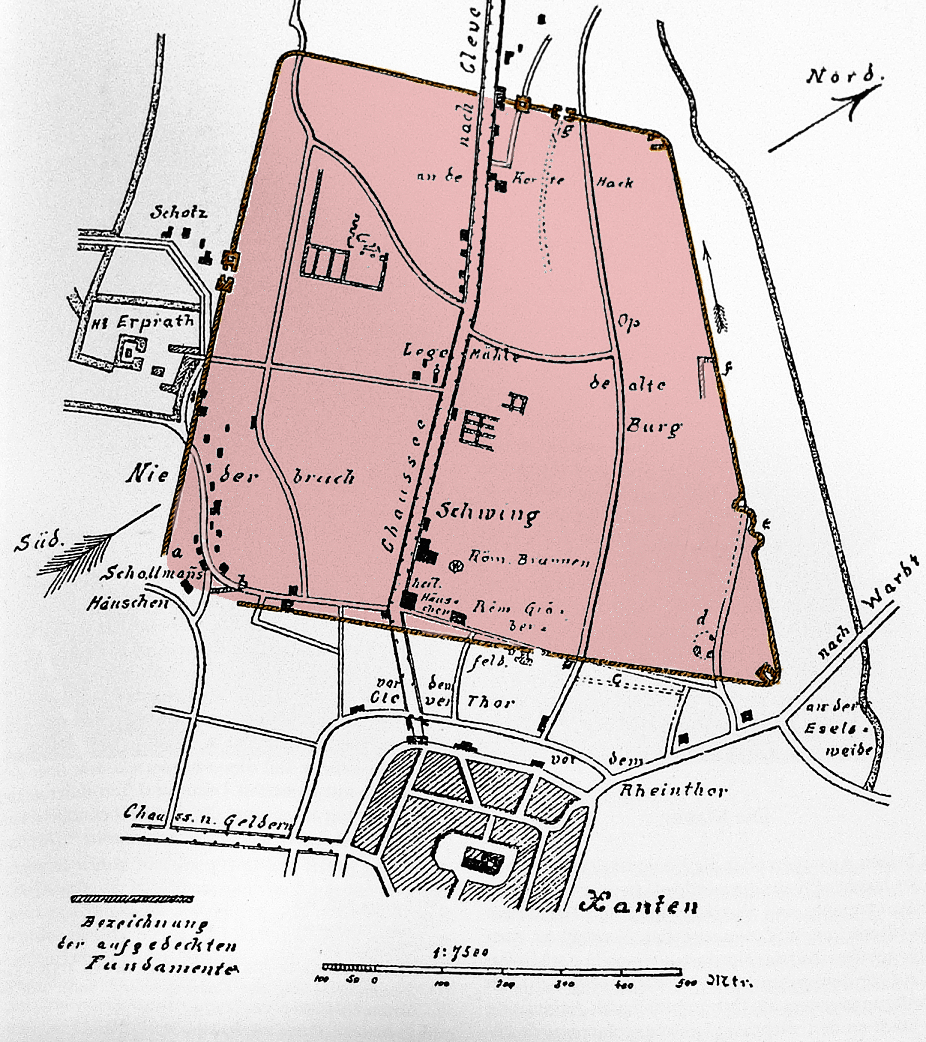
Erste Darstellung der Stadtmauer auf einem Plan von 1889, nachträglich koloriert

Dendrochronologische Untersuchungen an gefundenem Holzmaterial im Mauerbereich ergaben, dass die verwendeten Bäume im Jahr 105 n. Chr. gefällt wurden. Da andere Mauerabschnitte später fertiggestellt sein können, sind keine exakten Aussagen zur Bauzeit und zum Fertigstellungszeitpunkt möglich.
Der Bau der Stadtmauer war in der entstehenden Colonia das größte Bauprojekt, das eine erhebliche logistische Leistung erforderte. Da in der Umgebung keine ausbeutbaren Natursteinvorkommen existierten, mussten die benötigten Steine auf dem Wasserweg über weite Entfernungen herangeschafft werden. Der Tuffstein der Mauer kam aus dem Brohltal in der Eifel, rund 200 km den Rhein flussaufwärts. Es wird angenommen, dass das römische Militär nicht nur für den Steinabbau und -transport verantwortlich war, sondern auch für die Planung und Errichtung der Stadtmauer.
Als Folge des Steinraubs während des Mittelalters und in der Neuzeit verschwanden die Steine der Stadtmaueranlage und teilweise auch die der Fundamente, sodass oberirdisch keine Baureste mehr sichtbar waren. Erst systematische Ausgrabungen ab dem 19. Jahrhundert, die sich in den 1930er-, 1950er- und 1960er-Jahren bis heute fortsetzen, lieferten Erkenntnisse über den Aufbau der Anlage.

### Mauer

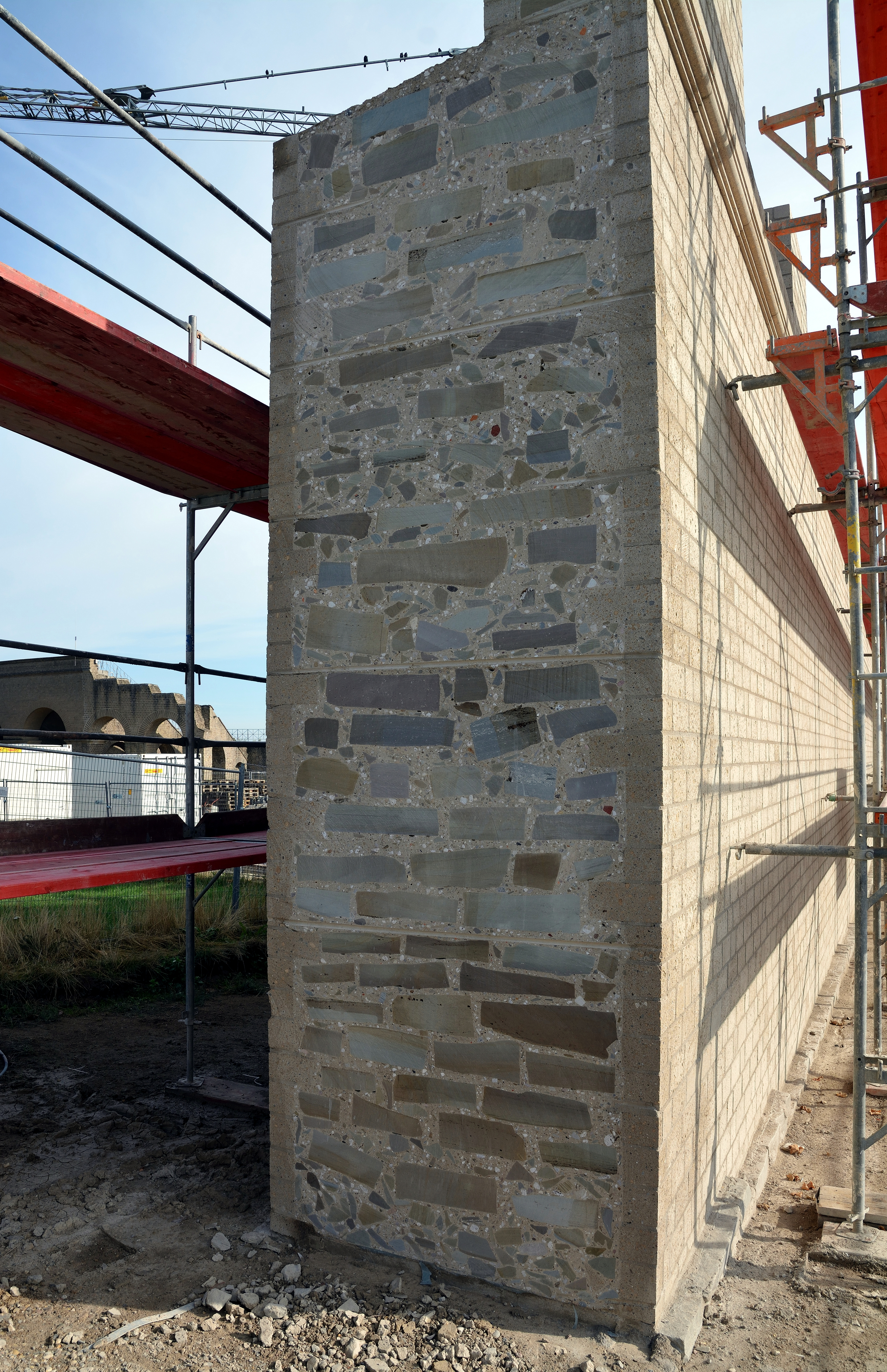
Schnitt durch die rekonstruierte Stadtmauer

Die Mauer hatte eine Höhe von sechs Metern. Streckenweise wies sie einen Wehrgang auf oder war auf der Stadtseite von aufgeschüttetem Erdreich abgestützt. Die Mauer war von Zinnen bekrönt, die weit auseinander standen. Dadurch konnte ein Legionär seine Lanze oder sein Pilum auf Angreifer werfen.
Das Bauwerk bestand wahrscheinlich aus einer äußeren, gemauerten und sichtbaren Schale aus Tuffstein, die mit einem Gemisch aus Kalkmörtel und Bruchsteinen, dem sogenannten Römischen Beton, angefüllt war. Die Fundamentstärke reichte von 1,8 bis 3,5 Meter. Die Mauer wies unterschiedliche Konstruktionsweisen und Bauausführungen auf, was unter anderem vom Baugrund, dem jeweiligen Bautrupp oder möglicherweise von Verzögerungen bei der Materialanlieferung abhängig war. Im nordöstlichen Bereich in Flussnähe war die Stadtmauer wegen des weichen Untergrunds auf Pfahlrosten aus Eichenpfählen gegründet. Nachdem die Mauer errichtet war, wurde außen als vorgelagertes Annäherungshindernis ein Grabensystem angelegt, das aus einem Spitzgraben und stellenweise einem Doppelgraben bestand. Das Grabensystem hatte einen uneinheitlichen Aufbau, was auf die unterschiedliche Topografie und Bodenbeschaffenheit zurückgeführt wird.

### Türme und Tore
Die 22 Mauertürme standen an den Endpunkten von Straßen. Ob sie auch als Toranlagen dienten, ist nicht bekannt. Bei einigen Türmen ist eine Funktion als Torturm anzunehmen, insbesondere im Hafenbereich am Rhein. Bei den drei repräsentativen mehrtürmigen Toranlagen handelt es sich um das Maas-Tor im Süden, das Burginatium-Tor im Nordwesten und das Vetera-Tor im Südosten. Die Toranlagen befanden sich an Hauptstraßen.

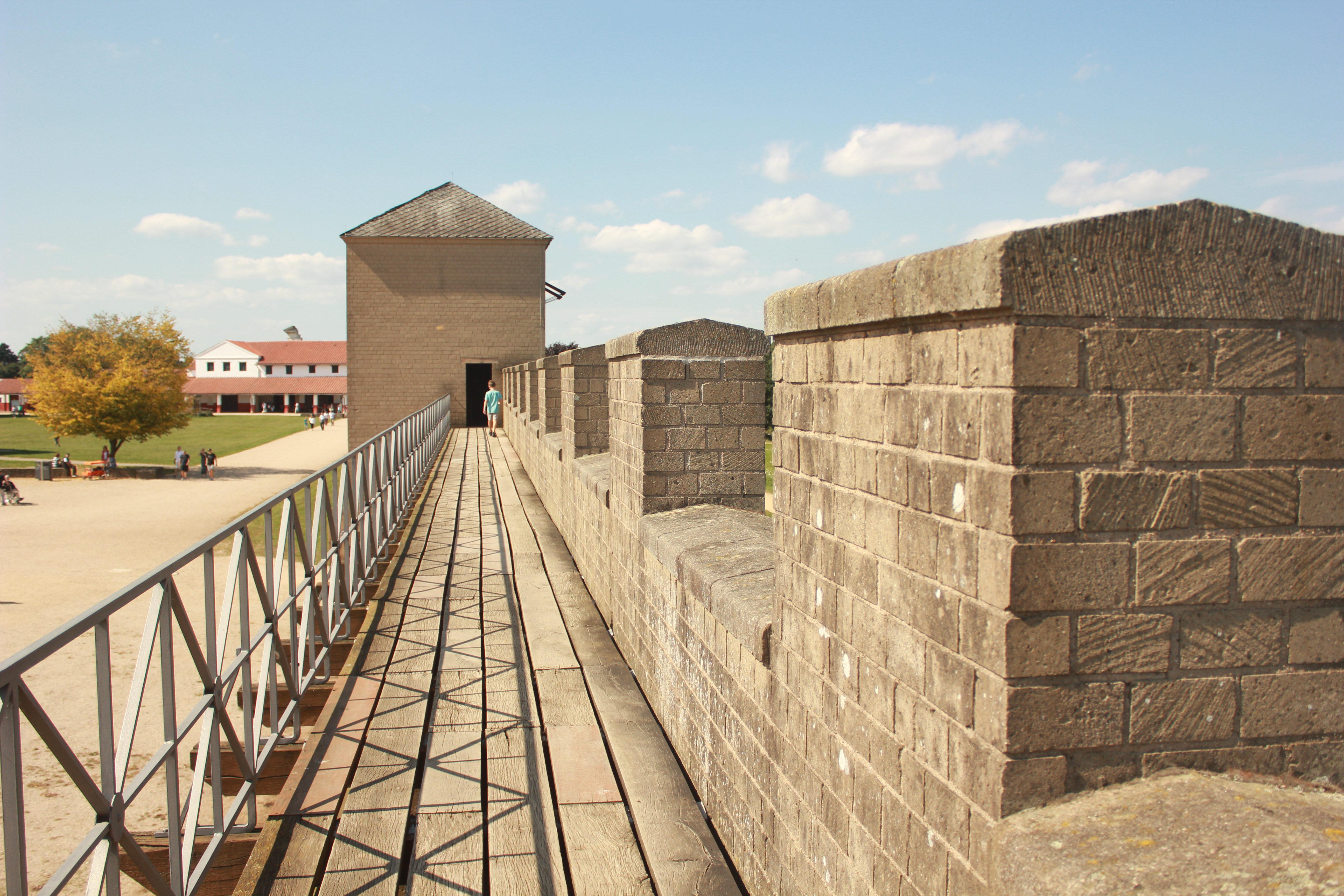
Begehbarer Abschnitt der Stadtmauer mit Wehrgang und Zinnen
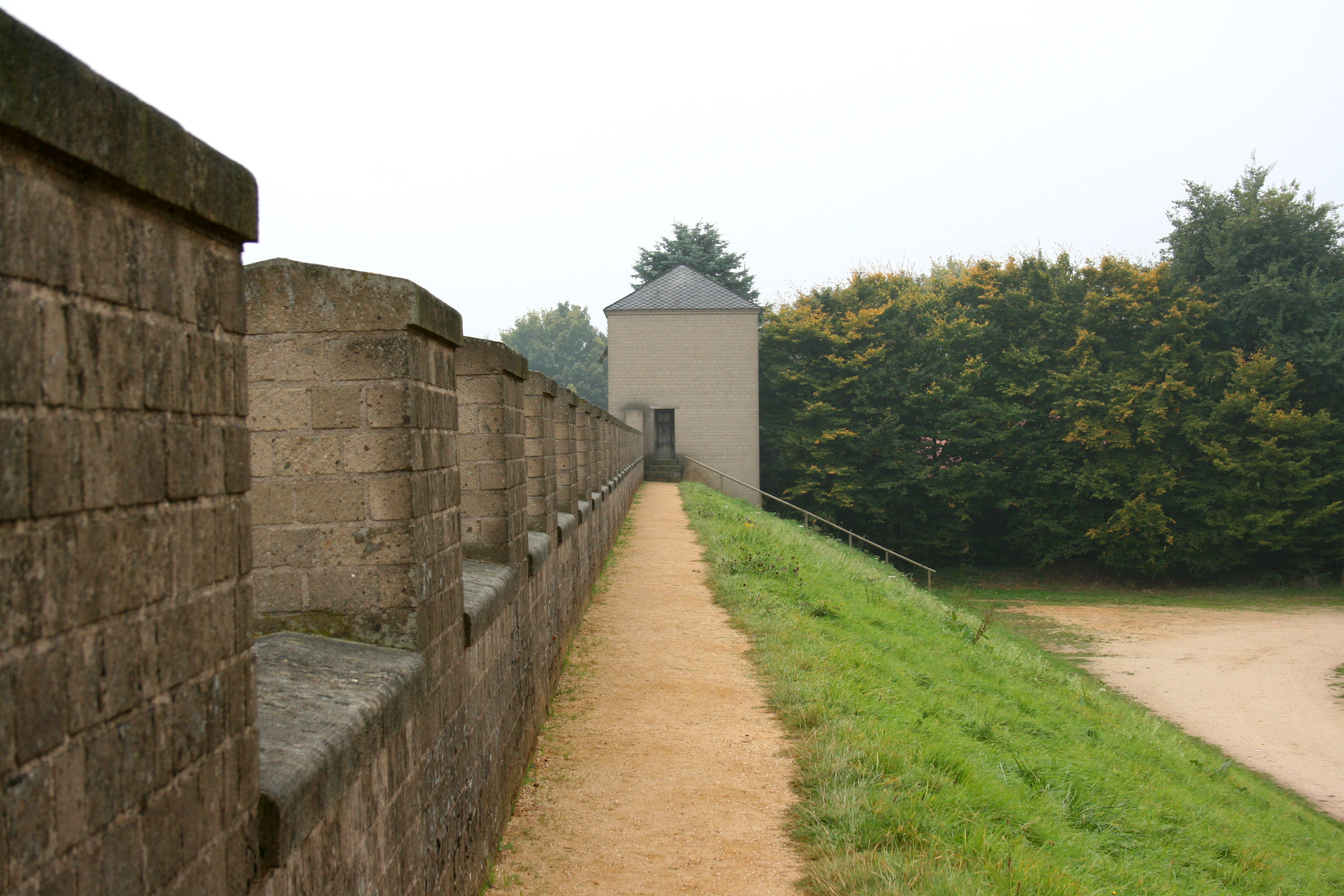
Mit Erde angeschüttete Innenseite der Mauer
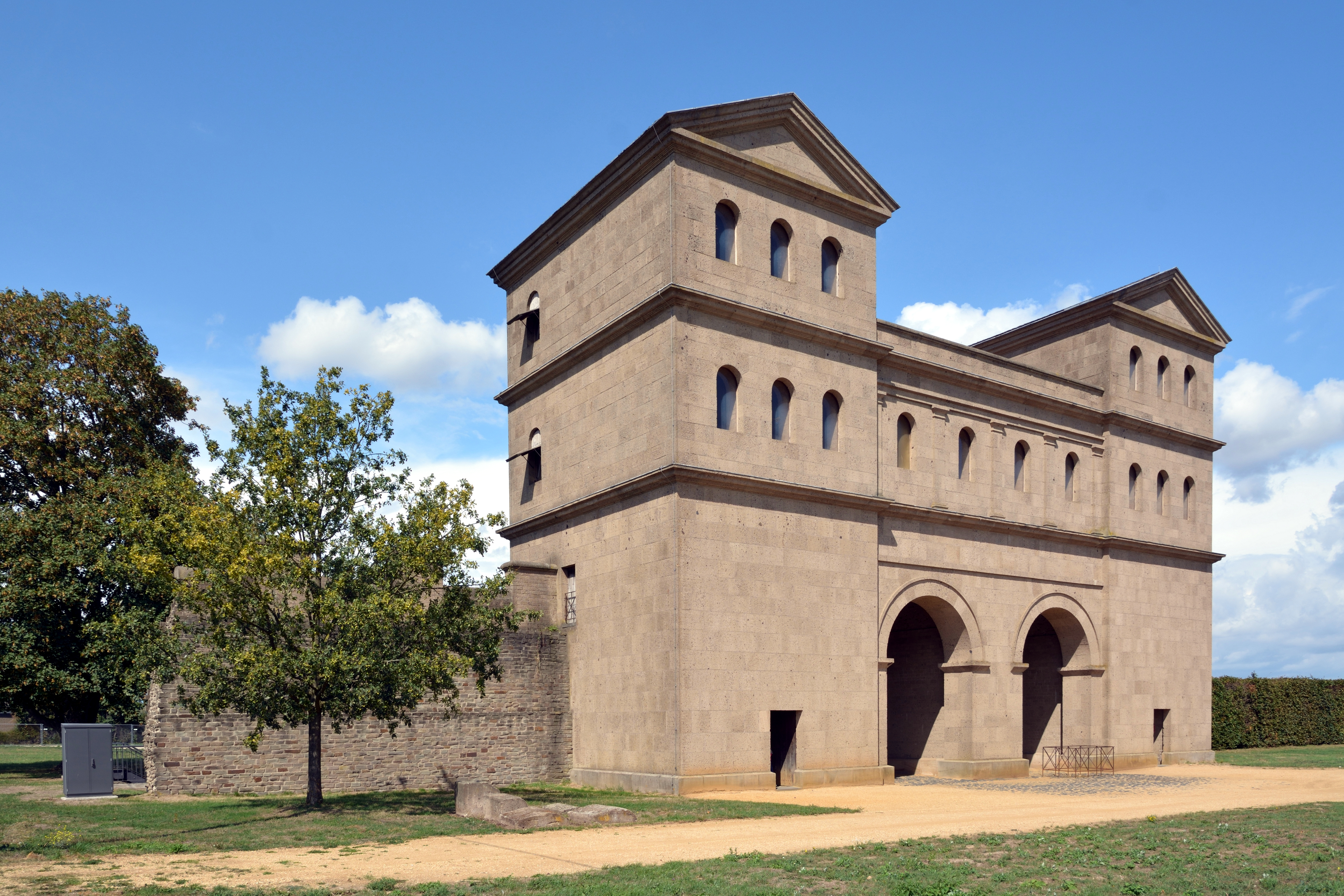
Die rekonstruierte Toranlage des Burginatium-Tors (Nord-Tor)
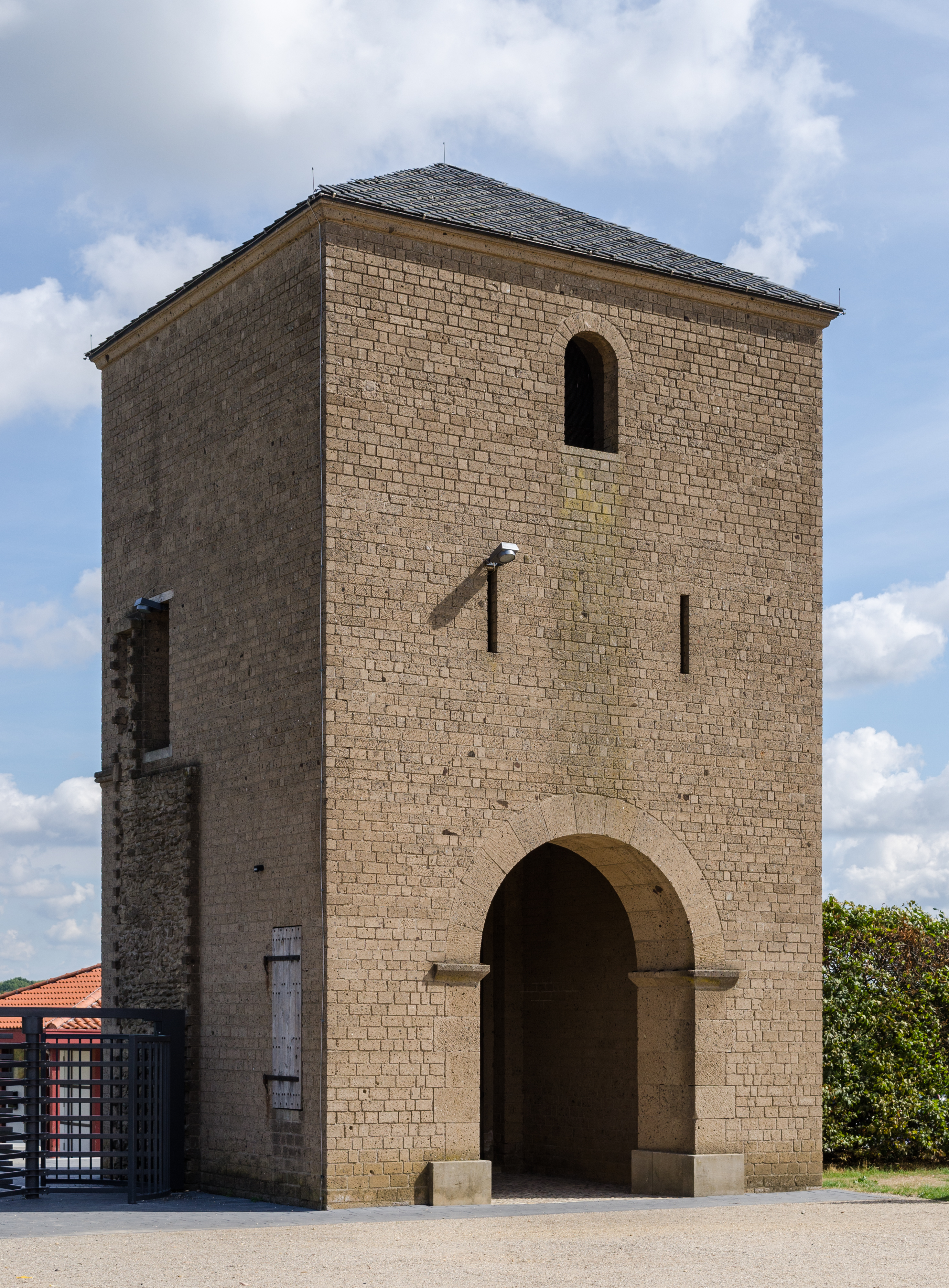
Der Molenturm als Mauerturm mit Tor
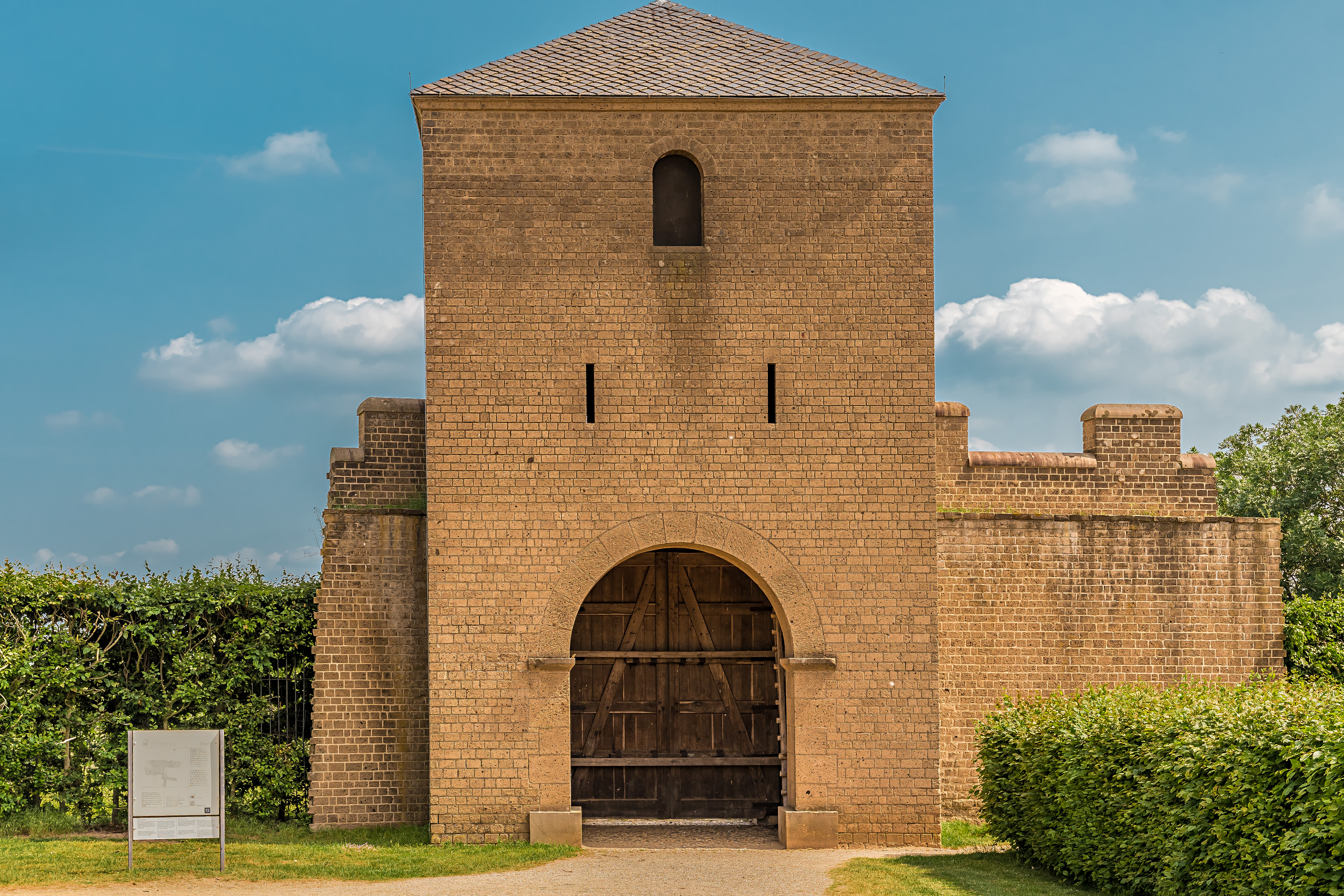
Rekonstruiertes Hafentor als Turmanlage
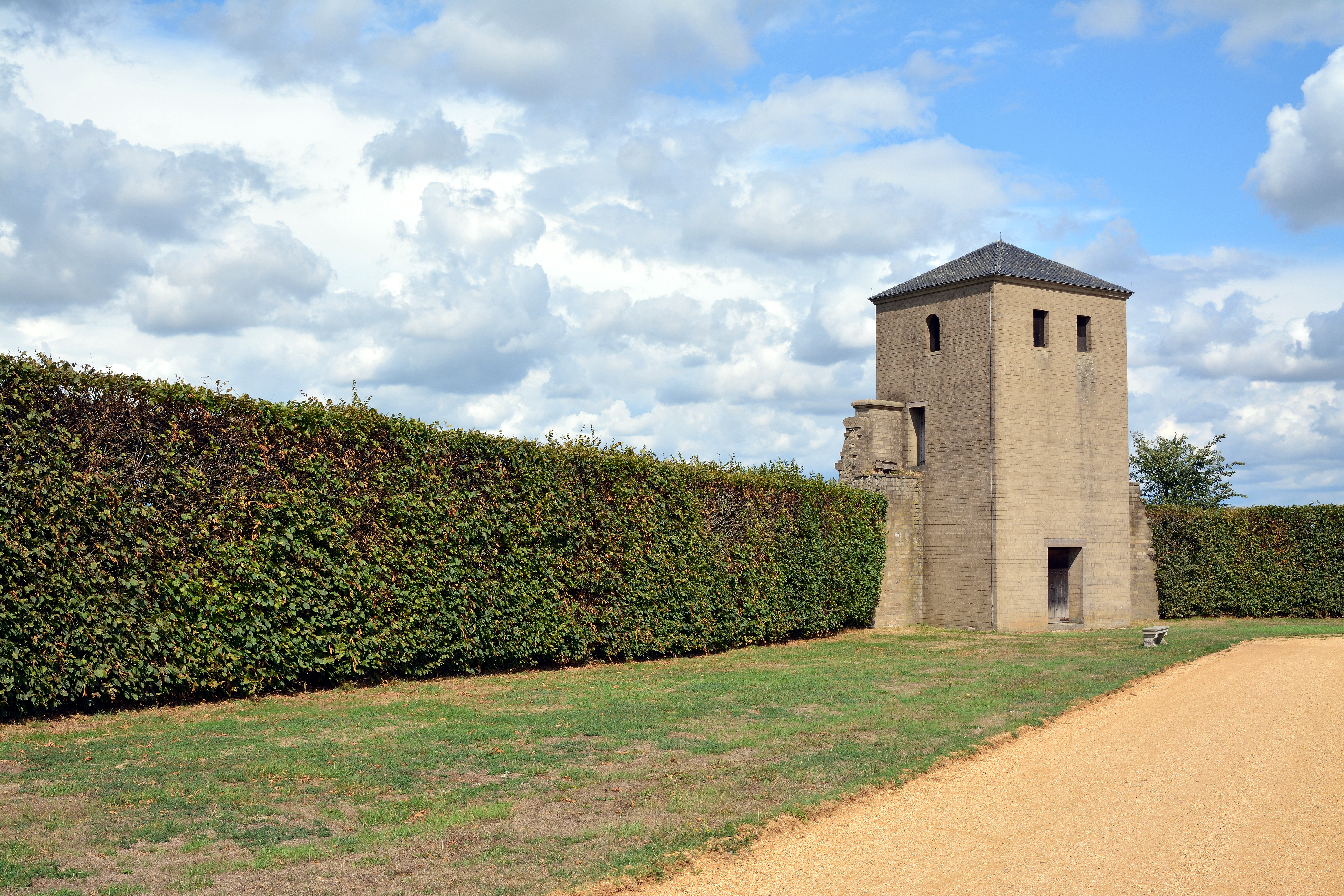
Nachbildung der Stadtmauer durch eine Hecke

## Rekonstruktion

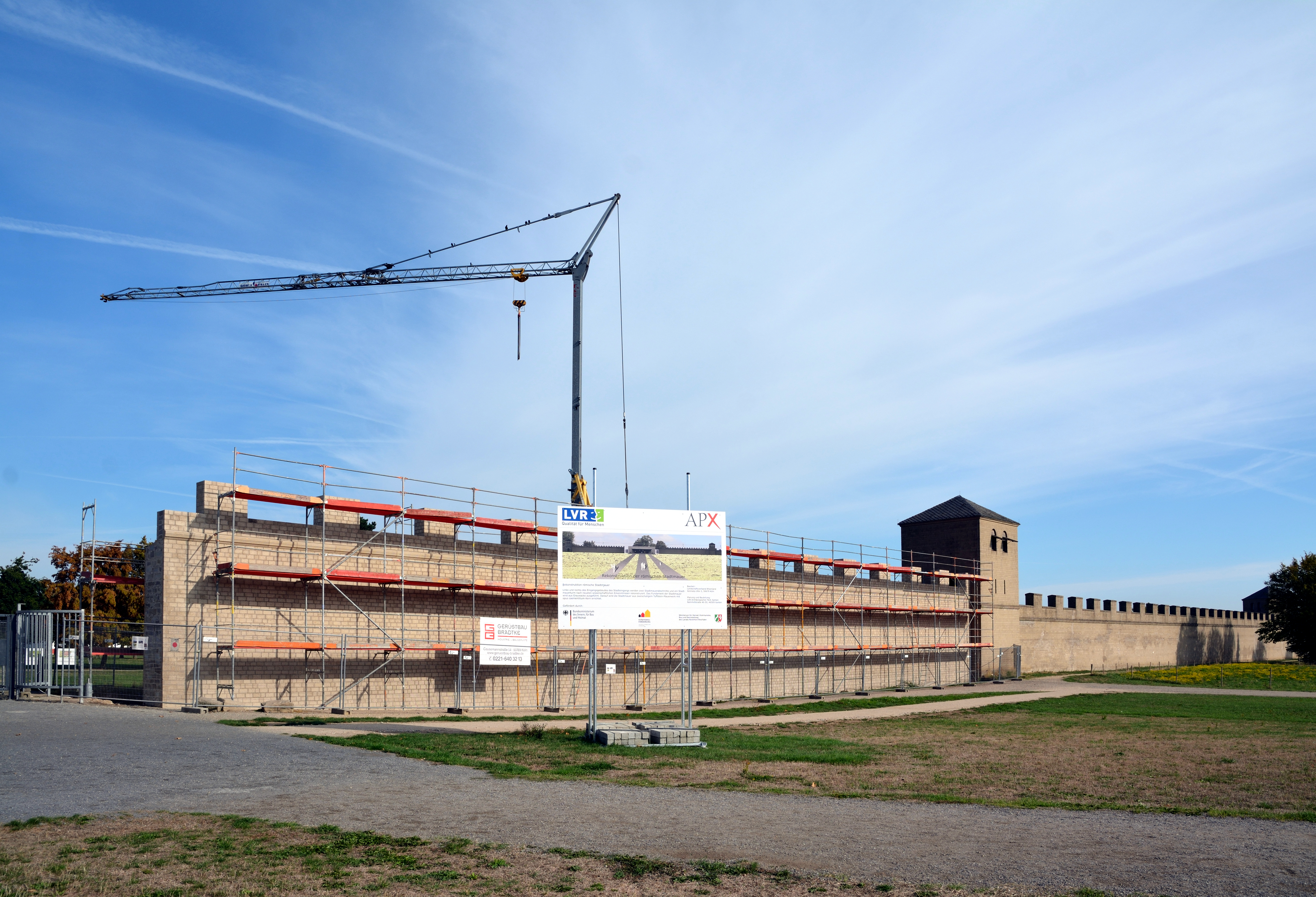
Bauarbeiten zur Rekonstruktion eines Mauerabschnitts, 2018

Im Archäologischen Park Xanten (APX) waren bis 2018 neun Türme, einige Abschnitte der Mauer und das große Nordtor rekonstruiert. Streckenweise sind diese rekonstruierten Mauerabschnitte für Besucher begehbar, ebenso auch rekonstruierte Mauertürme. Neben den beiden bereits zuvor rekonstruierten Mauerabschnitten beidseits des östlichen Eckturms der Colonia entstand bis 2018 nördlich des Parkeingangs im südöstlichen Bereich nahe der Altstadt von Xanten ein neues Mauerstück von 47 Metern Länge, das 2020/2021 um einen weiteren Mauerabschnitt von 53 Metern südlich desselben Parkeingangs ergänzt wurde. Bei der Rekonstruktion wurde der Maueraufbau mit Tuffstein und Opus caementicium („römischem Beton“) entsprechend dem aktuellen Forschungsstand verwendet. An den freiliegenden Enden dieser beiden neuesten Rekonstruktionsabschnitte ist der Mauerquerschnitt absichtlich sichtbar geblieben. Neben den insgesamt etwa 340 Metern der Stadtmauer, die in Stein rekonstruiert wurden, sind weitere längere Abschnitte der Mauer (etwa 980 Meter) durch mehrere Meter hohe Hainbuchen-Hecken nachgebildet.